# Martinet de Rothschild
Cypseloides rothschildi
Pour les articles homonymes, voir Rothschild.
Espèce
Statut de conservation UICN

 LC  : Préoccupation mineure
Le Martinet de Rothschild (Cypseloides rothschildi) est une espèce d'oiseau de la famille des Apodidae.

## Répartition
Cet oiseau peuple les yungas méridionales.

## Habitat
Son habitat naturel est les montagnes humides subtropicales ou tropicales et les prairies subtropicales ou tropicales de haute altitude.
Il est menacé par la perte de son habitat.